# Polyrhachis numeria
Polyrhachis numeria är en myrart som beskrevs av Smith 1861. Polyrhachis numeria ingår i släktet Polyrhachis och familjen myror. Inga underarter finns listade i Catalogue of Life.